# سنگ وزغ

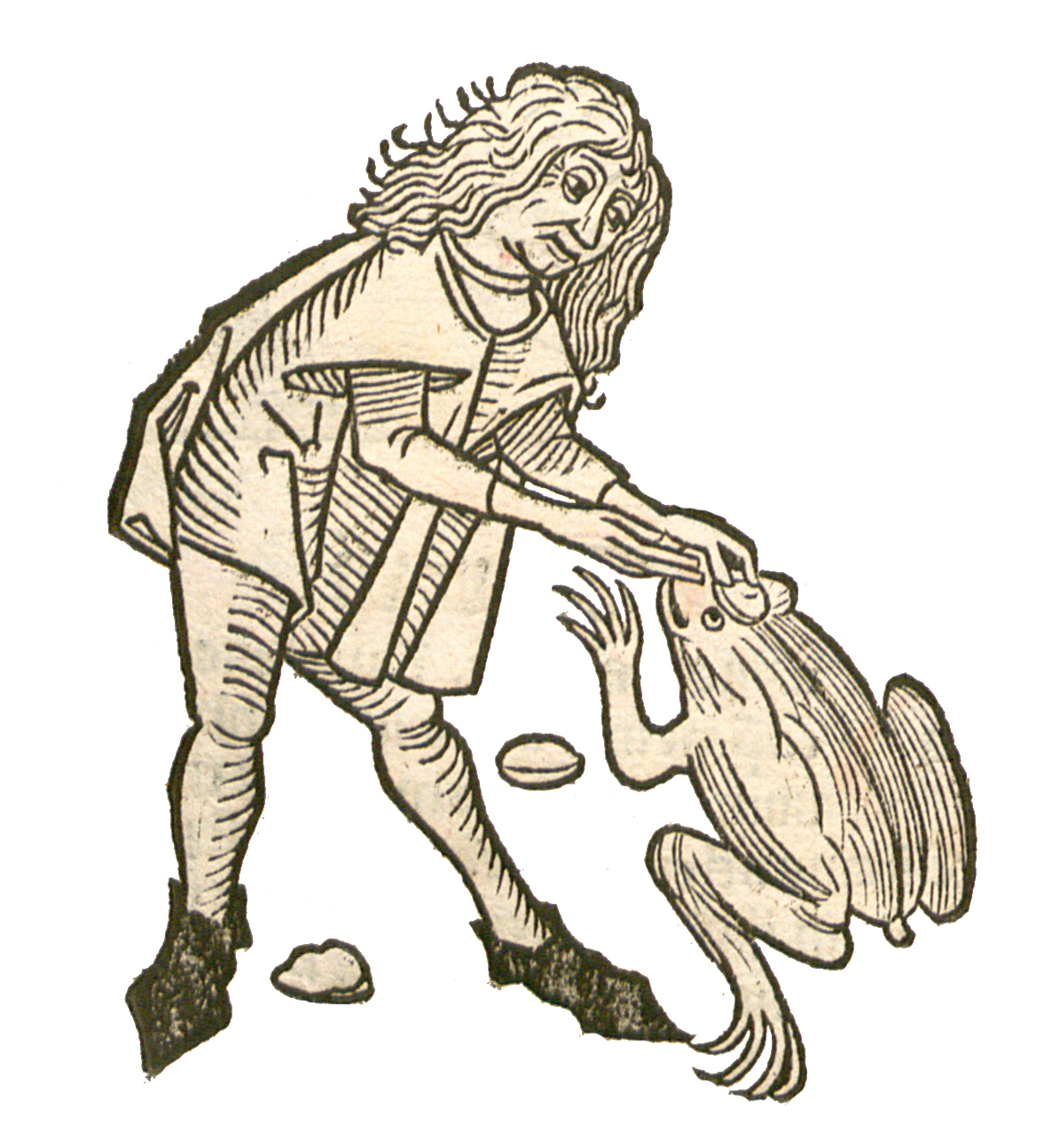
پنداره‌ای از بیرون آوردن از سنگ وزغ، به تصویر کشیده شده در Hortus Sanitatis ، منتشر شده در ماینتس در سال ۱۴۹۱.

سنگ وزغ که به آن بوفونیت نیز می‌گویند (از لاتین bufo "وزغ") سنگ یا گوهری اساطیری است که تصور می‌شد در سر وزغ یافت می‌شود. باور بر این بود که سنگ وزغ پادزهر است و در این حالت مانند باتراشیت پنداشته می‌شد که در سر قورباغه‌ها تشکیل می‌شود.
سنگ‌های وزغ در واقع دندان‌های فسیل‌شده دکمه‌مانند پولک‌پوش هستند، یک جنس منقرض شده از ماهیان پرتوباله از دوره‌های ژوراسیک و کرتاسه. پنداشته می‌شد که این سنگ‌ها «سنگ‌هایی با شکل بی‌عیب» باشند و توسط جواهرسازان اروپایی از سده‌های میانه تا قرن بر روی طلسمات و تعویذها جاسازی می‌شد.
رنگ این سنگ‌ها از قهوه‌ای مایل به سفید تا سبز تا سیاه متفاوت بودند. ظاهراً وقتی روی پوست استفاده می‌شدند در برابر سم مؤثر بود.

## باورها
از زمان‌های قدیم، مردم سنگواره‌ها را با جواهراتی که در داخل سر وزغ‌ها قرار داده شده بود، مرتبط می‌کردند. وزغ دارای غدد سمی در پوست خود است، بنابراین به‌طور طبیعی تصور می‌شد که آنها پادزهر خود را حمل می‌کنند و این به شکل یک سنگ جادویی است. مطالبت مربوط به این سنگ‌ها اولین بار توسط پلینی بزرگ در قرن اول ثبت شد.

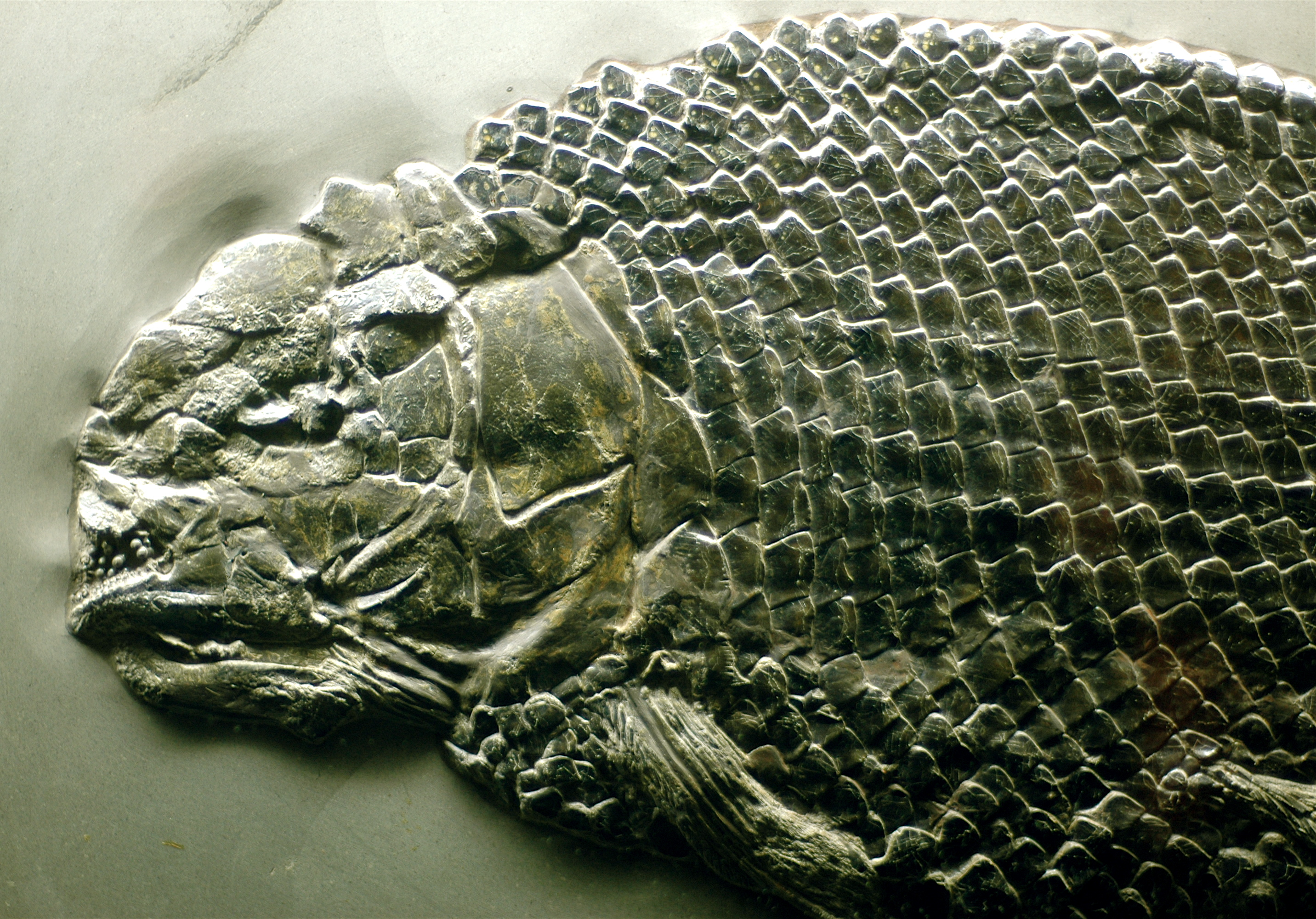
سنگواره پولک‌پوش که جزئیات جمجمه را نشان می‌دهد که سنگ‌های وزغ از آن منشأ می‌گیرند.

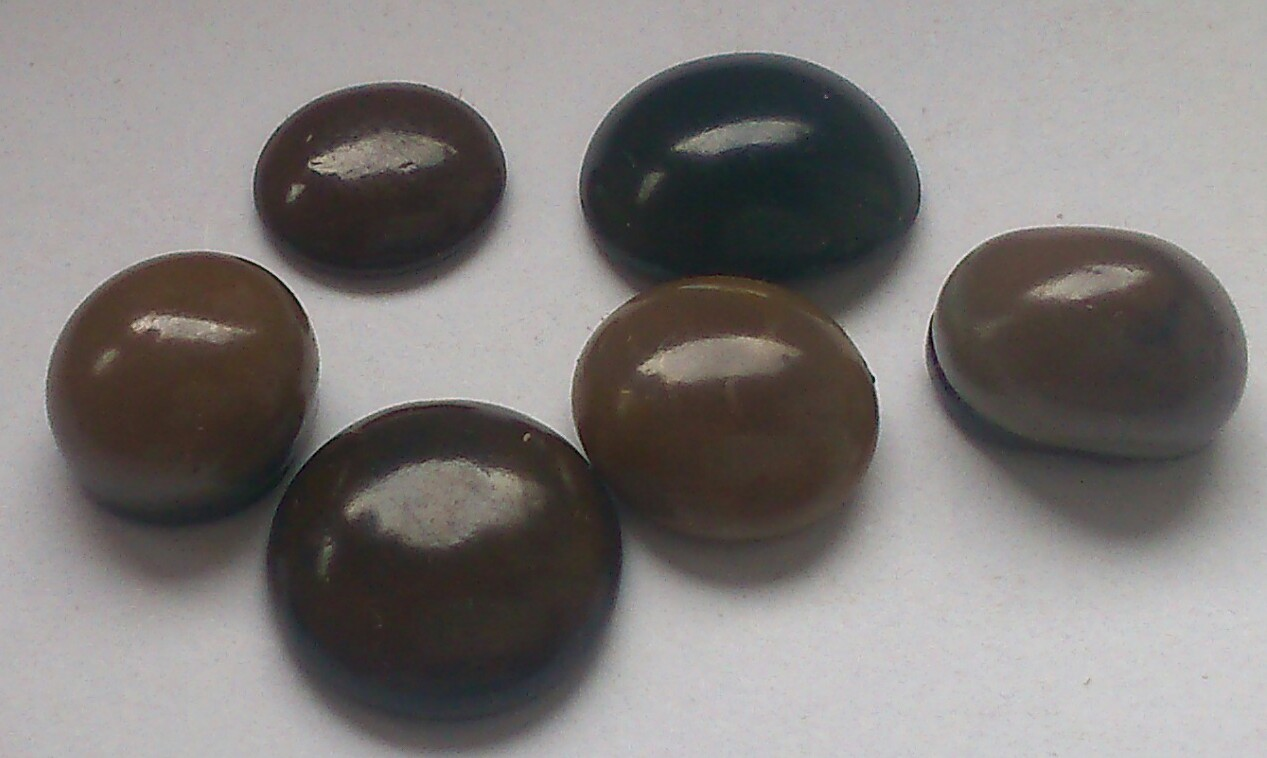
سنگ‌های وزغ از رسوبات ژوراسیک در آکسفوردشایر انگلستان

یوهانس دو کوبا، در کتاب Gart der Gesundheit در سال ۱۴۸۵، ادعا کرد که سنگ وزغ به بیماری کلیوی و همچنین شاد شدن کمک می‌کند.